# Гудыма, Александр Васильевич
Алекса́ндр Васи́льевич Гуды́ма (укр. Олександр Васильович Гудима; род. 3 января 1950 года, с. Вышковцы Немировского района Винницкой области Украинской ССР) — украинский государственный деятель, депутат Верховной рады Украины I созыва (1990—1994), глава Всеукраинской гражданской организации «Украинское православное братство святого Андрея Первозванного».

## Биография
Родился 3 января 1950 года в селе Вышковцы Немировского района Винницкой области Украинской ССР в крестьянской семье. 
С 1967 года работал разнорабочим в колхозе, с 1968 года проходил службу в Советской армии.
После возвращения из армии с 1971 года работал водителем автокрана, монтажником-высотником строительного треста № 86 г. Харькова.
С 1972 года учился на механико-математическом факультете Харьковского государственного университета имени А. М. Горького, после окончания университета с 1977 года работал преподавателем СПТУ-5 Золочевского района Харьковской области.
С 1980 года работал учителем в луцкой школе № 9, с 1984 года был преподавателем Луцкого педагогического училища. Также заочно окончил исторический факультет Луцкого государственного педагогического института им. Л. Украинки по специальности «учитель истории».
Был членом КПСС с 1971 года, избирался депутатом Волынского областного совета.
В 1990 году в ходе первых альтернативных парламентских выборов в Украинской ССР был выдвинут кандидатом в народные депутаты советом Луцкой городской организации общества «Зелёный мир», 18 марта 1990 года во втором туре был избран народным депутатом Верховного совета Украинской ССР XII созыва (в дальнейшем — Верховной рады Украины I созыва) от Луцкого-Центрального избирательного округа № 41 Волынской области, набрал 61,05% голосов среди 20 кандидатов. В парламенте входил в депутатскую группу «Народная Рада», фракции Народного руха Украины и Конгресса национально-демократических сил, был членом комиссии по вопросам культуры и духовного возрождения. Депутатские полномочия истекли 10 мая 1994 года.
На парламентских выборах 1994 года баллотировался в народные депутаты Верховной рады Украины II созыва, в первом туре набрал 3,47% голосов и занял 7-е место среди 20 кандидатов, избран не был.
На парламентских выборах 2002 года баллотировался в народные депутаты Верховной рады Украины IV созыва по избирательному № 22 Волынской области, получил 1,68% голосов и занял 8-е место среди 16 кандидатов, избран не был.
На парламентских выборах 2006 года баллотировался в народные депутаты Верховной рады Украины V созыва от блока «Наша Украина», избран не был.
С 1995 года является главой Всеукраинской гражданской организации «Украинское православное братство святого Андрея Первозванного». С 1999 года был главой секретариата Конгресса украинской интеллигенции. C 2000 года является членом Украинской республиканской партии «Собор».
Женат, от брака имеет двоих детей.